# Future Days
| 전문가 평가                   | 전문가 평가 |
| 평가 점수                     | 평가 점수   |
| 출처                          | 점수        |
| ----------------------------- | ----------- |
| AllMusic                      | [ 1 ]       |
| Encyclopedia of Popular Music | [ 3 ]       |
| The Great Rock Discography    | 7/10        |
| Pitchfork                     | 8.8/10      |
| Q                             | [ 6 ]       |
| The Rolling Stone Album Guide | [ 7 ]       |
| Spin Alternative Record Guide | 9/10        |
| Tom Hull                      | B+          |

《Future Days》는 1973년에 발매된 독일의 익스페리멘털 록 밴드 캔의 네 번째 스튜디오 음반이다. 이 음반은 일본 출신 보컬리스트 다모 스즈키가 피처링한 마지막 음반으로, 이전 음반보다 더 분위기 있는 사운드를 추구하는 밴드로 보고 있다.

## 배경
《Future Days》에서 캔은 그들이 이전 음반에서 탐구했던 주변 요소들을 전경화하여 전통적인 록 노래 구조를 대부분 배제하고 대신 "침입 리듬과 키의 환기 층에 의해 지배되는 흐릿하고 광범위한 사운드스케이프를 만든다"라고 말했다. 《팝매터스》는 "《Future Days》는 마치 해안의 산들바람에 의해 움직이는 것처럼 느껴지며, 밴드가 이전에 녹음했던 그 어떤 것보다 더 즐겁고 편안한 분위기를 발산한다"라고 썼다.

## 커버 아트
음반 커버는 가운데에 Ψ 기호(표지에 사용된 글꼴과 동일한 스타일로 그려짐)와 제목 아래에 역경 기호/가마솥이 표시되어 있다. 주변의 그래픽은 유겐트스틸 아트 스타일에 기반을 두고 있다.
일부 버전의 바이닐 음반은 그래픽에 밝은 엠보가 없거나 옅게 반사되는 골드 틴트가 대신 평평한 노란색으로 대체되는 커버가 약간 다르다. 이러한 차이점은 CD 발매에서도 확인할 수 있다. 모든 버전의 커버가 완전히 동일한 것은 아니지만 트랙은 모든 발매 버전에서 다르지 않다.

## 곡 목록
모든 곡들은 홀거 추카이, 미하엘 카롤리, 야키 리베차이트, 이르민 슈미트 그리고 다모 스즈키에 의해 작사/작곡하였다.
| #  | 제목            | 재생 시간 |
| -- | --------------- | --------- |
| 1. | 〈Future Days〉 | 9:30      |
| 2. | 〈Spray〉       | 8:29      |
| 3. | 〈Moonshake〉   | 3:04      |

| #  | 제목        | 재생 시간 |
| -- | ----------- | --------- |
| 1. | 〈Bel Air〉 | 19:53     |